# 泰拉桑那體育會
泰拉桑那體育會（Tersana Sporting Club）是埃及的足球俱乐部，位于埃及吉萨。俱乐部是仅次于扎马雷克的吉萨地区第二大足球俱乐部。球队的昵称为「阿森纳」。
球队的主体育场为米特奥科巴体育场（Mit Okba Stadium）。